# Demanietta renongensis
Demanietta renongensis is een krabbensoort uit de familie van de Potamidae. De wetenschappelijke naam van de soort is voor het eerst geldig gepubliceerd in 1904 door Rathbun.